# Visconde da Covilhã
Visconde da Covilhã é um título nobiliárquico criado por D. Luís I de Portugal, por Decreto de 16 de Dezembro de 1862 e Carta de 1 de Fevereiro de 1877, em favor de Margarida Cândida Pereira Navarro Pessoa de Amorim.
Titulares
1. Margarida Cândida Pereira Navarro Pessoa de Amorim, 1.ª Viscondessa da Covilhã.